# Castelo d'Alincourt

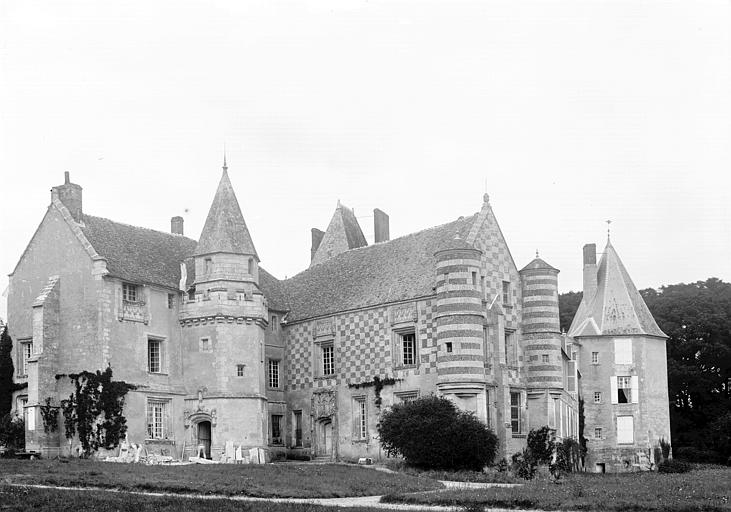
imagem do castelo

O Château d'Alincourt é um castelo histórico em Parnes, Oise, na França. Foi construído no século XVII. Está listado como um monumento histórico oficial desde 1944.